# Klapkalnciems
Klapkalnciems är en ort i Lettland.   Den ligger i kommunen Engures Novads, i den västra delen av landet, 50 km väster om huvudstaden Riga. Klapkalnciems ligger 7 meter över havet och antalet invånare är 160.
Terrängen runt Klapkalnciems är platt. Havet är nära Klapkalnciems åt nordost. Runt Klapkalnciems är det glesbefolkat, med 13 invånare per kvadratkilometer. Närmaste större samhälle är Tukums, 15,0 km sydväst om Klapkalnciems. I omgivningarna runt Klapkalnciems växer i huvudsak blandskog.